# Stéphen Bertrand
Pour les articles homonymes, voir Bertrand.
Stéphen Bertrand est un poète français.

## Biographie

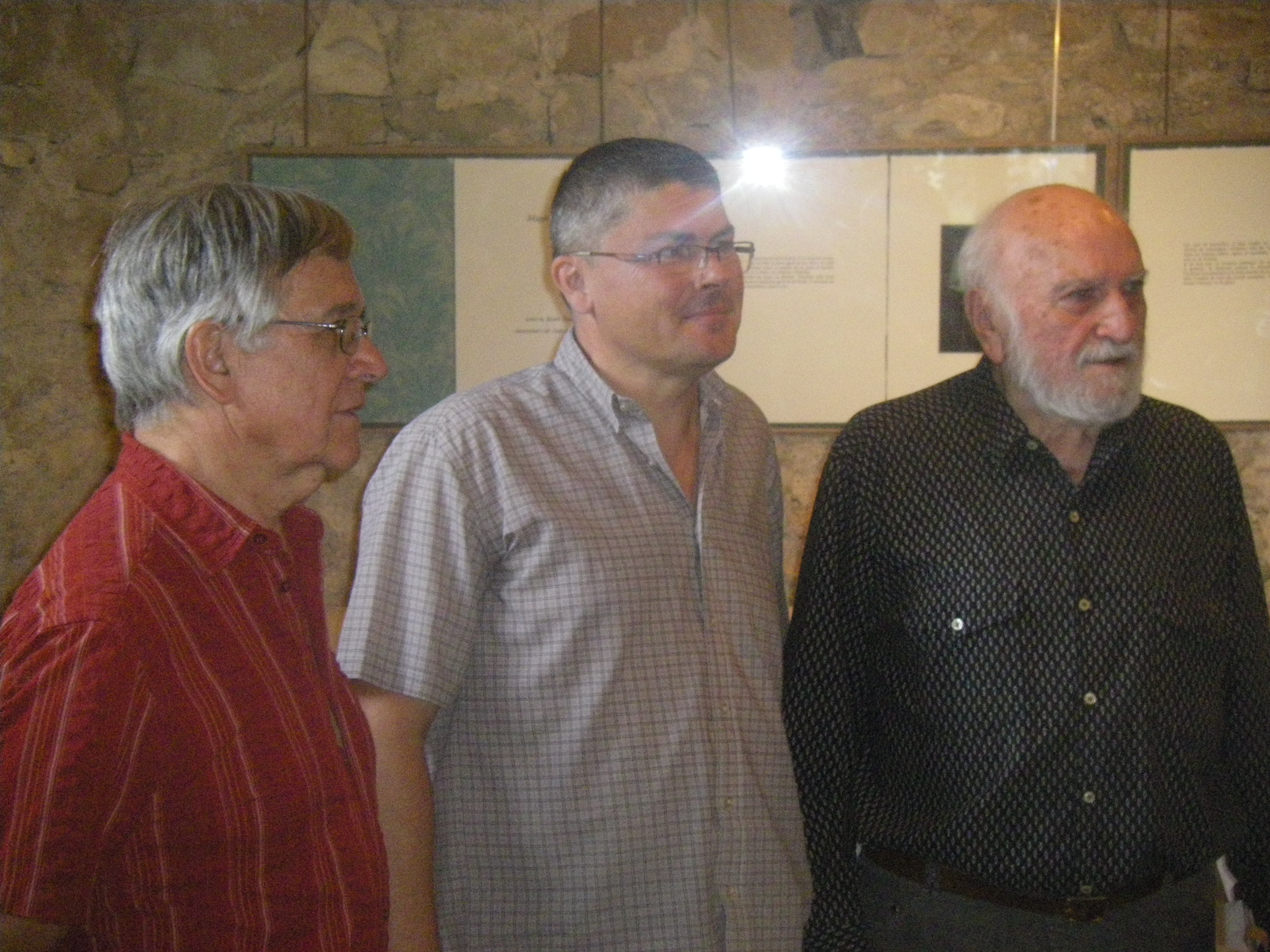
Stéphen Bertrand (centre) avec les poètes James Sacré et Frédéric Jacques Temple

Né en 1967 à Nîmes, où il passe son adolescence, il poursuit ensuite des études à Montpellier (Lettres Modernes, Didactique du Français Langue Etrangère et Sciences de l'Education). Il travaillera ensuite auprès des publics adultes non francophones en France et à l'étranger ainsi qu'avec les publics en situation d'illettrisme. Depuis une dizaine d'années il anime pédagogiquement le Centre de Ressources Illettrisme Alphabétisation du département de l'Hérault.
Stéphen Bertrand publiera notamment dans les revues Souffles, Europe, Autre Sud, ainsi que dans plusieurs anthologies éditées à l'occasion du Printemps des poètes (2019 et 2020, Bruno Doucey éditions)
C'est dans ses multiples voyages et rencontres (Argentine, Brésil, Chili, Afrique, Europe de l'Est) qu'il tire la « substance » de ses travaux poétiques, regroupés en divers recueils.
Ses « poèmes du proche et du lointain » ont en outre pour inspiration la « bogue noire des mines cévenoles » et la figure du taureau de Camargue. La poésie de Stéphen Bertrand se manifeste à travers une écriture voyageuse, incarnée, qui s’affranchit des pièges des tourniquets de cartes postales, qui puise au paprika du ciel ses recettes solaires et trouve son sel dans les respirations de la terre, des bêtes, des plantes, sur les épaules des rencontres humaines et sur les livres émargés d’écume des mers…

## Ouvrages
- Prunes d'hiéroglyphes (ill.  Gilles Biaggini), Nîmes, Presses du Castellum, 1988 (BNF 34946689).
- Ce petit hameau du Mato Grosso : poèmes, Pézenas, Domens, 1999  (ISBN 2-910457-59-1).
- "Quelques (rencontres) possibles " (avec Grégoire Bonzi, Lucarnes Sur, 2000, 4 (ISBN 2-95157-55-05).
- Ici la belle et immense table de la Pampa, Remoulins, Jacqueline Brémond, 2001  (ISBN 2-910063-71-2).
- Ces voies qui nous empruntent : poèmes, Nancy, La Dragonne, 2006  (ISBN 2-913465-44-7).
- Premiers dits du colibri (préf. Vénus Khoury-Ghata), Bordeaux, Le Castor astral, 2007  (ISBN 978-2-85920-739-7).
- Avec Jacques Guigou, Consentie par les eaux, Montpellier, L'Impliqué, 2011  (ISBN 978-2-906623-19-4).
- Pirogues et autres brûlures, Laon, La Porte, 2012 (BNF 42629707).

## Prix
- Prix Louis-Aragon 1992 pour Intérieurs d'absence[2].
- Grand prix Arcadia 1998 pour Ce petit hameau du Mato grosso.
- Prix Ilarie-Voronca 2001 pour Ici la belle et immense table de la Pampa[1].
- Prix Max-Pol-Fouchet 2007 pour Premiers dits du colibri[1].

## Pour approfondir